# 莒县
莒县是中国山东省日照市所辖的一个县。縣人民政府駐城陽街道振興東路489號。总面积为1952平方公里，2019时，总人口116.06万人。

## 历史沿革
為春秋時代莒國都城所在地，战国时属齐国。公元前284，燕昭王派乐毅攻齐，连下七十余城，仅剩莒、即墨顽强抵抗，之後齊將田單發動反攻而复國。
南燕（398年—410年）时，徐州治所设在东莞，即今莒县东莞镇。金朝时分出日照县，今日照市主城区。
1668年发生郯城大地震，郯庐断裂带，震中附近地区的山东省沂州（今临沂）、莒州（今莒县），5万余人死亡（莒州死亡2万余）。
中华人民共和国建国初期，属滨海专区。1950年撤销滨海专区后，莒县划入沂水专区。1952年，撤销沂水专区，划入临沂专区（1970年改称临沂地区）。1992年，划入日照市。

## 行政区划
莒县下辖5个街道办事处、14个镇、1个乡：
城阳街道、店子集街道、陵阳街道、浮来山街道、阎庄街道、招贤镇、夏庄镇、刘官庄镇、峤山镇、小店镇、龙山镇、东莞镇、长岭镇、安庄镇、碁山镇、洛河镇、寨里河镇、桑园镇、果庄镇和库山乡。

## 人口
截至2022年末，莒縣總户數41.43萬户，户籍人口116.49萬人，較去年減少0.3萬人。其中，城鎮人口44.61萬人；鄉村人口71.88萬人。
根据（山东省）日照市第七次全国人口普查公报：显示莒县常住人口为973252人，男性人口占比50.84%，女性人口占比49.16%，年龄结构中0—14岁占比21.5%，15—59岁占比55.51%，60岁以上占比22.99%，65岁以上占比16.87%。

## 交通
- 206国道、 342国道过境。

## 名胜古迹
- 浮来山：位于莒县境内，山上有刘勰出家的定林寺和编写校订《文心雕龙》的校经楼。
- 天下银杏第一树：定林寺内一棵古银杏树，传说为东周春秋时期齐国和莒国国君会盟时栽下，已有三千多年历史的，被誉为“天下银杏第一树”。

## 大众媒体
- 莒县融媒体中心/莒县广播电视台

## 著名典故
- 毋忘在莒：中華民國政府遷台后，蒋中正长期坚守的重要政策。